# اچ‌ام‌سی‌اس فاندی (جی۸۸)
اچ‌ام‌سی‌اس فاندی (جی۸۸) (به انگلیسی: HMCS Fundy (J88)) یک کشتی بود که طول آن ۱۶۳ فوت (۴۹٫۷ متر) بود. این کشتی در سال ۱۹۳۸ ساخته شد.